# Confluence
Confluence je cloudová webová aplikace společnosti Atlassian pro online spolupráci, poskytující funkce dokumentačního portálu (wiki), intranetu a databáze znalostí. Aplikace Confluence usnadňuje práci týmů na obsahu a zjednodušuje online spolupráci.
Confluence je napsána v jazyce Java a je provozována na webových serverech Tomcat s databází HSQLDB.
Confluence je nabízena primárně jako cloudová služba Confluence Cloud, ale je možné ji provozovat také místně v edici Confluence Data Center.
Confluence Cloud pro nenáročné týmy do 10 uživatelů je poskytována zdarma, pro náročnější týmy a více uživatelů jsou k dispozici různé edice s různým rozsahem funkcí za poplatek.
Celkem jsou nabízeny čtyři edice: Free (zdarma), Standard, Premium a Enterprise.